# Brachyllus ulcerosus
Brachyllus ulcerosus är en skalbaggsart som beskrevs av Brenske 1896. Brachyllus ulcerosus ingår i släktet Brachyllus och familjen Melolonthidae. Inga underarter finns listade.